# Travignon
 (mai 2008).
Si vous disposez d'ouvrages ou d'articles de référence ou si vous connaissez des sites web de qualité traitant du thème abordé ici, merci de compléter l'article en donnant les références utiles à sa vérifiabilité et en les liant à la section « Notes et références ».
Travignon est un petit village fantôme juché sur une colline, situé en Vaucluse, sur la commune et à une heure de marche du village de Saint-Saturnin-lès-Apt. Sis sur le versant sud des Monts de Vaucluse, son altitude dépasse de peu les 900 m.

## Toponymie
Le toponyme apparaît pour le moins en 1542. E. Obled et M. Wanneroy font dériver son étymologie du roman 'travi', carrefour, du suffixe "gnon" (non explicité) et l'interprètent comme "touffe où pissent les loups" (sic).

## Histoire
Peuplé d'une trentaine d'habitants avant la Première Guerre mondiale, il a été abandonné en 1914.
Sur le plan du petit patrimoine rural, Travignon se signale par ses deux remarquables aiguiers de pierre sèche.